# La posada del sol
La posada del sol era una telenovela argentina producida por la cadena Canal 13 en el año 1979 de la mano de Miguel Larrarte. Es protagonizada por Olga Zubarry y Eduardo Rudy, como también con Iris Láinez en el rol antagónico. Además contó con las participaciones de los actores Emilio Alfaro, Gigí Ruá, José Luis Mazza, Duilio Marzio y Dora Baret.

## Elenco
- Olga Zubarry - Ángela Méndez
- Eduardo Rudy - Arturo Rivas
- Iris Láinez - Rosa María Aranda
- Gigí Ruá - Natalia
- Emilio Alfaro - Carmelo
- José Luis Mazza - Alberto
- Duilio Marzio - Luis
- Dora Baret - Rita
- Claudio Levrino - Hernán
- Alejandra Da Passano - Inés
- Elsa Berenguer - Carmen
- Carlos Olivieri - Eddie
- Pedro Fernández - Eugenio
- Pachi Armas - Roberto
- Horacio Peña - Arnoldo
- Marilú Brajer - Tina
- María Cignacco - Marta

## Equipo de producción
- Historia: Carlos Lozano Dana
- Escenografía: Seijas
- Iluminación: Francisco Palau
- Dirección: Miguel Larrarte